# Binbirkilise

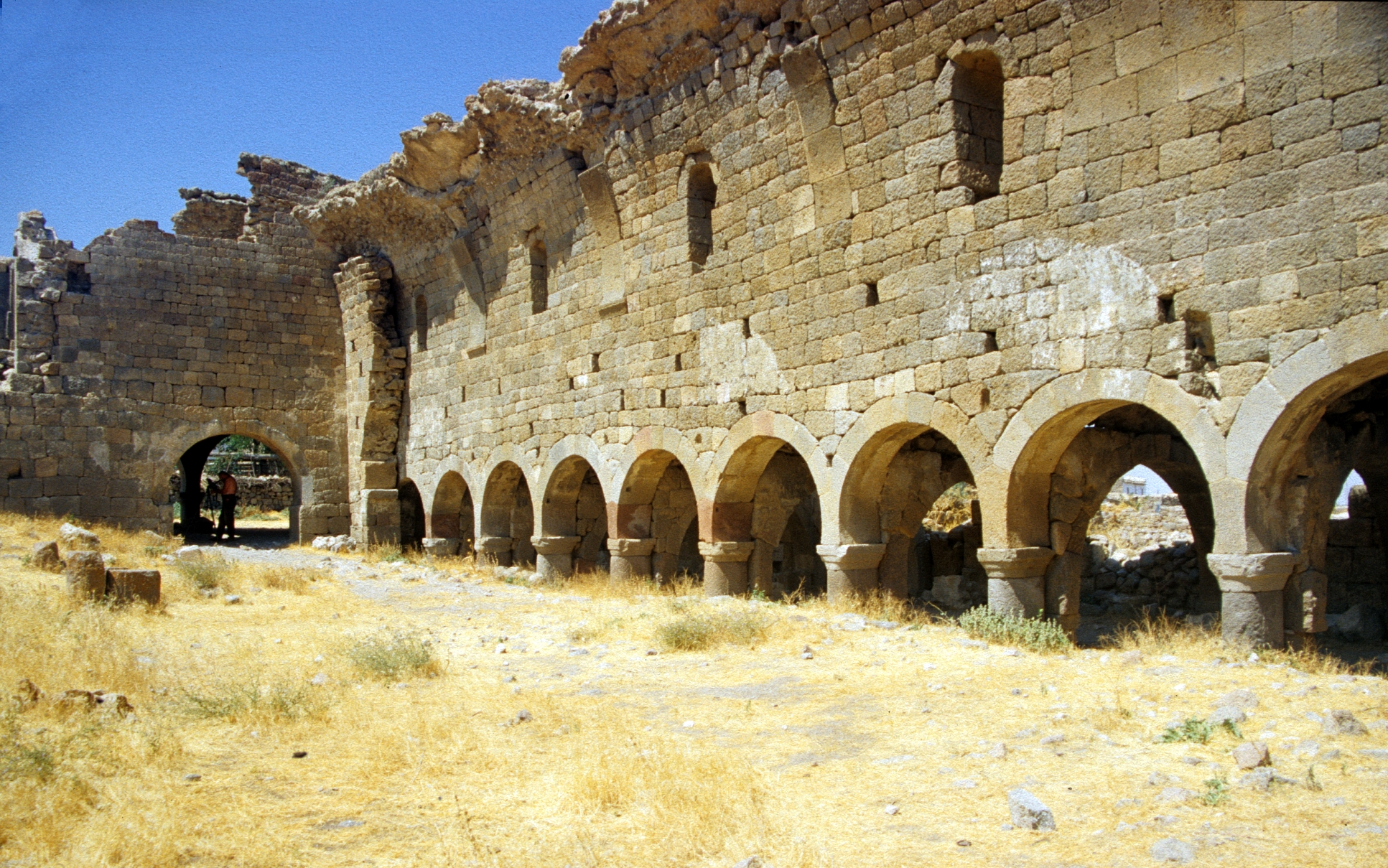
Ruines de l'église à Madenşehri.

Binbirkilise (littéralement : mille et une églises) est une région de l'ancienne Lycaonie, dans l'actuelle province de Karaman, en Turquie, connue pour ses quelque cinquante ruines d'églises byzantines. 
La région est située sur les pentes nord du volcan Karadağ, à environ 30 km au nord de Karaman, la capitale de la province. Les ruines des églises sont situées dans et autour des localités de Madenşehri, Üçkuyu et Değle. 
Elles sont redécouvertes en mai 1905 par la voyageuse britannique Gertrude Bell lors d'une traversée de l'Anatolie. Celle-ci photographie les ruines et relève une inscription intéressante qu'elle montre à l'archéologue William Ramsay qui confirme l'importance de la trouvaille. Gertrude Bell, fille d'un riche industriel, finance et codirige la fouille du site en 1907, découvrant de nombreux vestiges hittites et byzantins. 

## Galerie

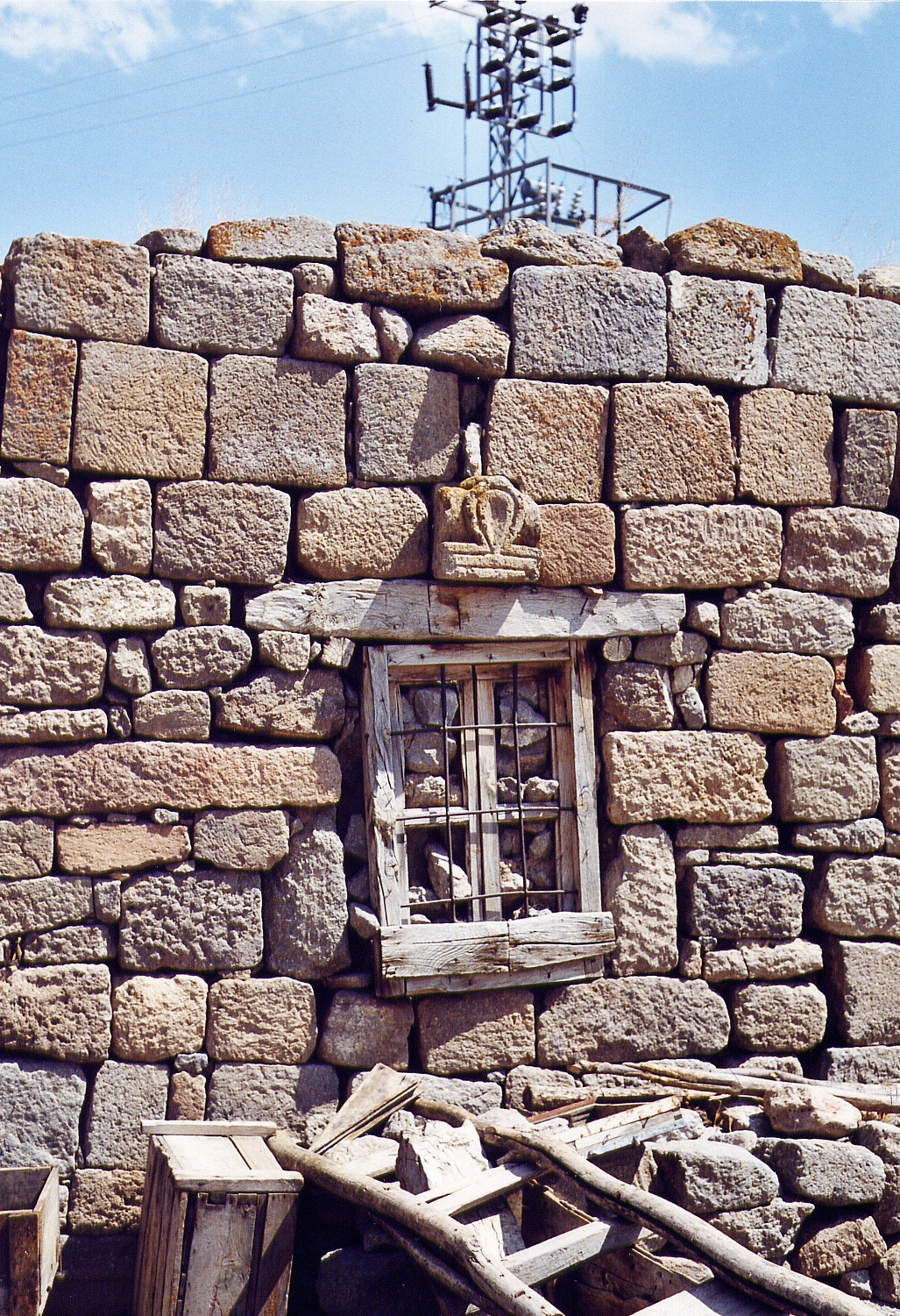
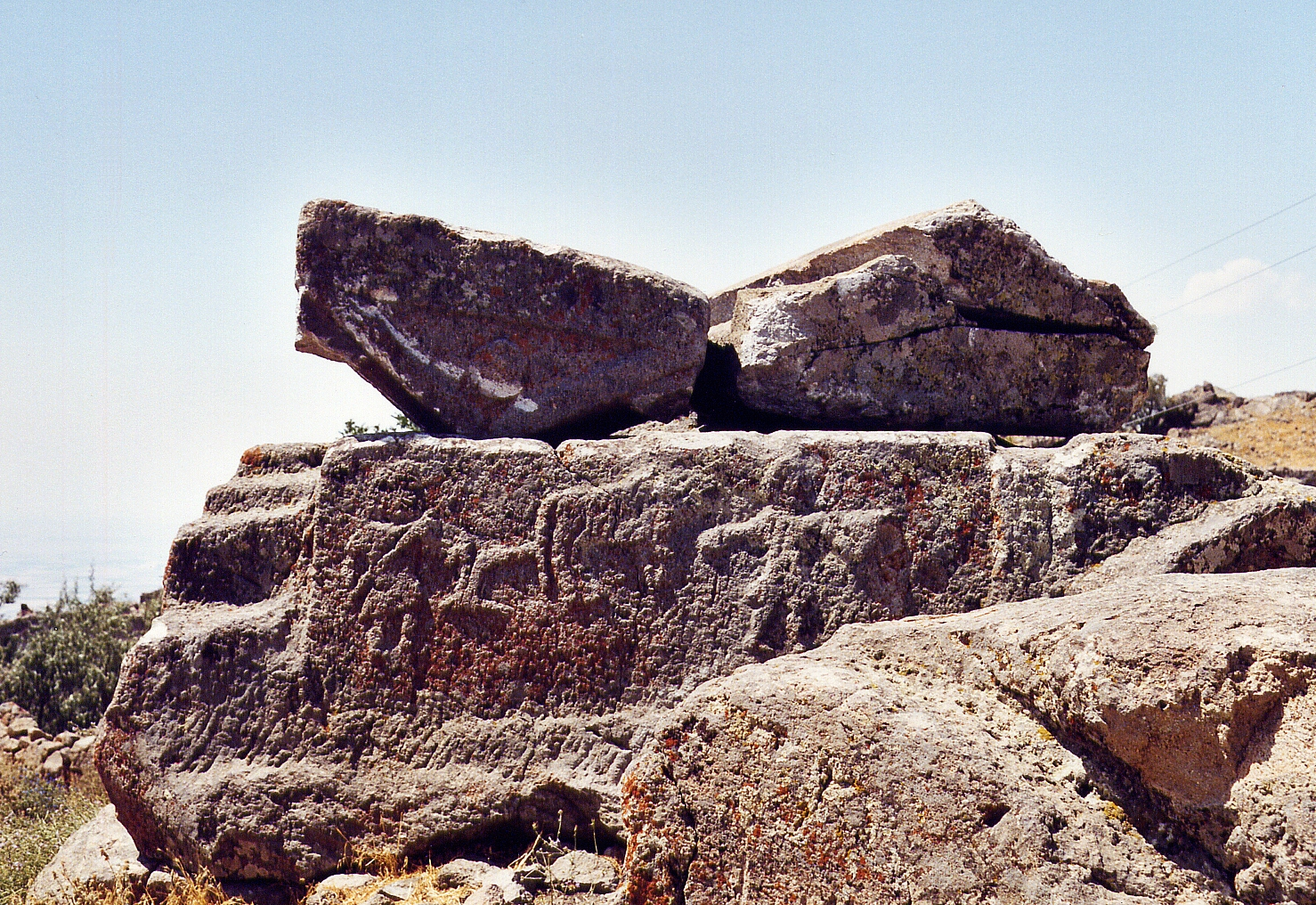
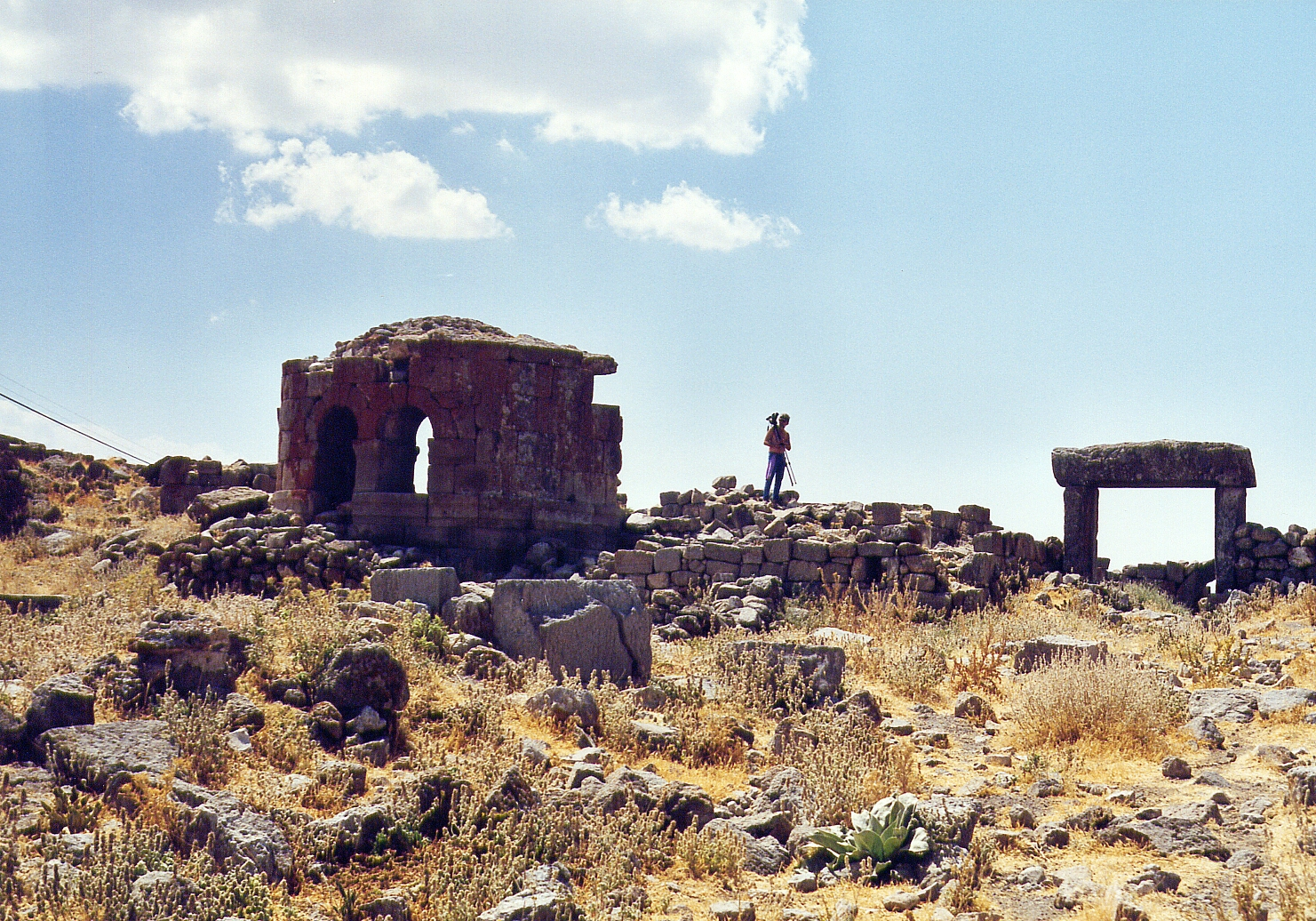
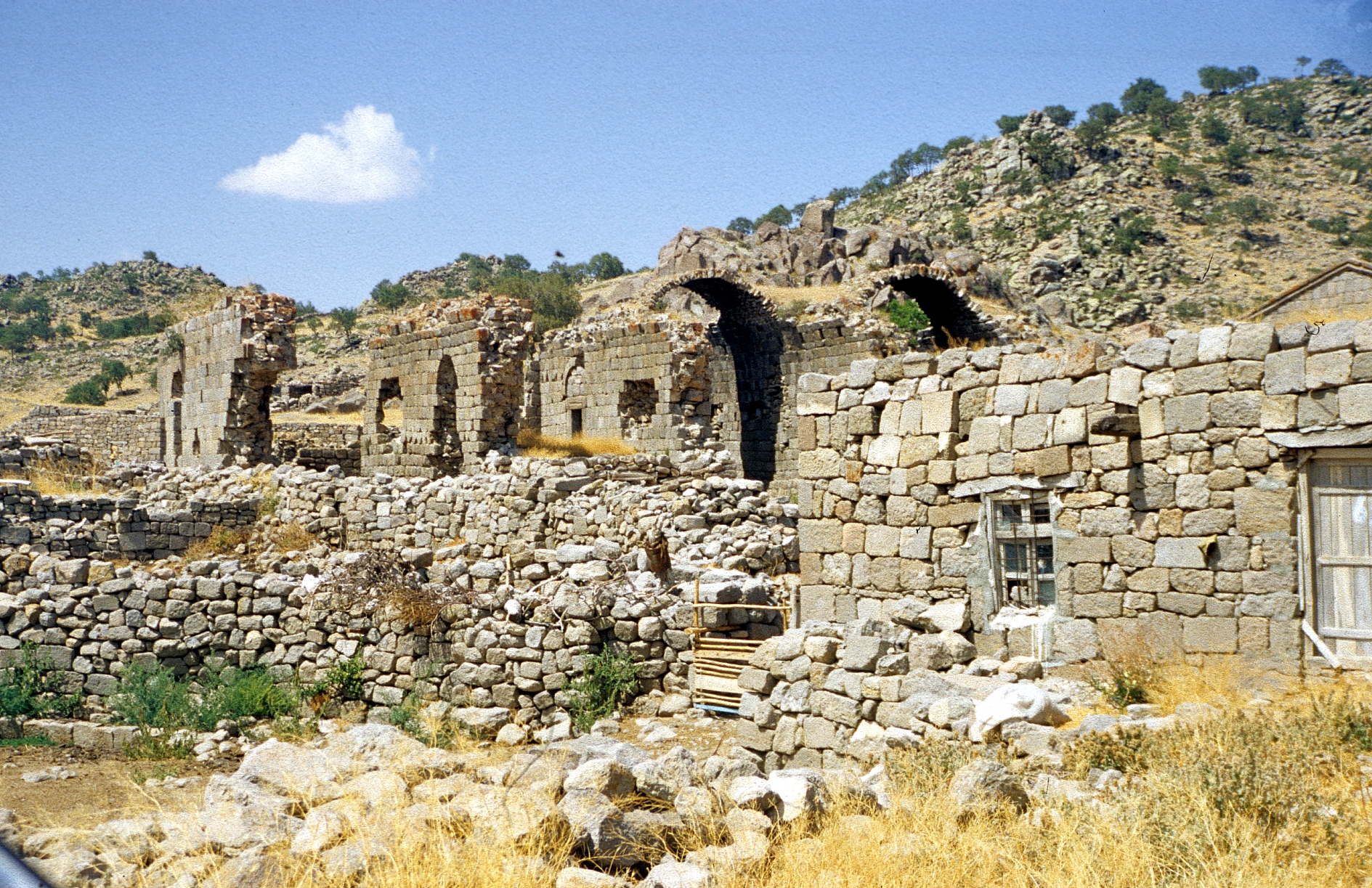